# MP Motorsport
 (février 2018).
Si vous disposez d'ouvrages ou d'articles de référence ou si vous connaissez des sites web de qualité traitant du thème abordé ici, merci de compléter l'article en donnant les références utiles à sa vérifiabilité et en les liant à la section « Notes et références ».
MP Motorsport est une écurie de sport automobile néerlandaise. Elle a été fondée par Sander Dorsman en 1995. Elle a participé aux championnats de GP2 Series, Formule 2, GP3 Series, Formule 3, Formule Régionale ainsi qu'en Formula Renault 2.0 en Formule 4 et en Auto GP

## Résultats en GP2 Series
| Saison | Voiture            | Pilotes             | GP disputés | Victoires | Pole positions | Records du tour | Podiums | Points inscrits | Classement pilote | Classement équipe |
| ------ | ------------------ | ------------------- | ----------- | --------- | -------------- | --------------- | ------- | --------------- | ----------------- | ----------------- |
| 2013   | Dallara-Mecachrome | Daniël de Jong      | 22          | 0         | 0              | 0               | 0       | 3               | 24e               | 10e               |
| 2013   | Dallara-Mecachrome | Adrian Quaife-Hobbs | 12          | 1         | 0              | 0               | 3       | 56              | 13e               | 10e               |
| 2013   | Dallara-Mecachrome | Dani Clos           | 10          | 0         | 0              | 1               | 1       | 25              | 18e               | 10e               |
| 2014   | Dallara-Mecachrome | Daniël de Jong      | 22          | 0         | 0              | 0               | 0       | 2               | 28e               | 8e                |
| 2014   | Dallara-Mecachrome | Jon Lancaster       | 2           | 0         | 0              | 0               | 0       | 6               | 23e               | 8e                |
| 2014   | Dallara-Mecachrome | Tio Ellinas         | 6           | 0         | 0              | 0               | 0       | 7               | 22e               | 8e                |
| 2014   | Dallara-Mecachrome | Marco Sørensen      | 14          | 1         | 0              | 0               | 1       | 47              | 11e               | 8e                |
| 2015   | Dallara-Mecachrome | Sergio Canamasas    | 6           | 0         | 0              | 0               | 1       | 27              | 15e               | 11e               |
| 2015   | Dallara-Mecachrome | Nicholas Latifi     | 7           | 0         | 0              | 0               | 0       | 0               | 27e               | 11e               |
| 2015   | Dallara-Mecachrome | Oliver Rowland      | 4           | 0         | 0              | 0               | 0       | 3               | 20e               | 11e               |
| 2015   | Dallara-Mecachrome | Daniël de Jong      | 14          | 0         | 0              | 0               | 0       | 1               | 23e               | 11e               |
| 2015   | Dallara-Mecachrome | Meindert van Buuren | 2           | 0         | 0              | 0               | 0       | 0               | 36e               | 11e               |
| 2015   | Dallara-Mecachrome | René Binder         | 7           | 0         | 0              | 0               | 0       | 2               | 22e               | 11e               |
| 2016   | Dallara-Mecachrome | Oliver Rowland      | 22          | 0         | 0              | 0               | 4       | 107             | 9e                | 7e                |
| 2016   | Dallara-Mecachrome | Daniël de Jong      | 22          | 0         | 0              | 0               | 0       | 6               | 21e               | 7e                |

## Résultats en Formule 2
| Saison | Voiture            | Pilotes              | GP disputés | Victoires | Pole positions | Records du tour | Podiums | Points inscrits | Classement pilote | Classement équipe |
| ------ | ------------------ | -------------------- | ----------- | --------- | -------------- | --------------- | ------- | --------------- | ----------------- | ----------------- |
| 2017   | Dallara-Mecachrome | Sérgio Sette Câmara  | 22          | 1         | 0              | 0               | 2       | 47              | 12e               | 7e                |
| 2017   | Dallara-Mecachrome | Jordan King          | 22          | 0         | 0              | 0               | 0       | 62              | 11e               | 7e                |
| 2018   | Dallara-Mecachrome | Roberto Merhi        | 15          | 0         | 0              | 0               | 0       | 41              | 12e               | 8e                |
| 2018   | Dallara-Mecachrome | Ralph Boschung       | 20          | 0         | 0              | 0               | 0       | 17              | 18e               | 8e                |
| 2018   | Dallara-Mecachrome | Dorian Boccolacci    | 8           | 0         | 0              | 0               | 0       | 3               | 21e               | 8e                |
| 2018   | Dallara-Mecachrome | Niko Kari            | 4           | 0         | 0              | 0               | 0       | 3               | 24e               | 8e                |
| 2019   | Dallara-Mecachrome | Jordan King          | 20          | 0         | 0              | 2               | 2       | 79              | 9e                | 7e                |
| 2019   | Dallara-Mecachrome | Mahaveer Raghunathan | 20          | 0         | 0              | 0               | 0       | 1               | 20e               | 7e                |
| 2019   | Dallara-Mecachrome | Artem Markelov       | 2           | 0         | 0              | 0               | 0       | 16              | 16e               | 7e                |
| 2019   | Dallara-Mecachrome | Patricio O'Ward      | 2           | 0         | 0              | 0               | 0       | 0               | 25e               | 7e                |
| 2020   | Dallara-Mecachrome | Nobuharu Matsushita  | 18          | 1         | 0              | 1               | 1       | 42              | 15e               | 6e                |
| 2020   | Dallara-Mecachrome | Felipe Drugovich     | 24          | 3         | 1              | 1               | 4       | 121             | 9e                | 6e                |
| 2020   | Dallara-Mecachrome | Giuliano Alesi       | 6           | 0         | 0              | 0               | 0       | 4               | 17e               | 6e                |
| 2021   | Dallara-Mecachrome | Richard Verschoor    | 17          | 1         | 0              | 0               | 1       | 55              | 11e               | 6e                |
| 2021   | Dallara-Mecachrome | Lirim Zendeli        | 17          | 0         | 0              | 1               | 0       | 13              | 17e               | 6e                |
| 2021   | Dallara-Mecachrome | Clément Novalak      | 6           | 0         | 0              | 0               | 0       | 0               | 28e               | 6e                |
| 2021   | Dallara-Mecachrome | Jack Doohan          | 6           | 0         | 0              | 0               | 0       | 7               | 19e               | 6e                |
| 2022   | Dallara-Mecachrome | Felipe Drugovich     | 28          | 5         | 4              | 4               | 11      | 265             | Champion          | Champion          |
| 2022   | Dallara-Mecachrome | Clément Novalak      | 28          | 0         | 0              | 1               | 1       | 40              | 14e               | Champion          |
| 2023   | Dallara-Mecachrome | Dennis Hauger        | 26          | 2         | 0              | 1               | 4       | 113             | 8e                | 6e                |
| 2023   | Dallara-Mecachrome | Jehan Daruvala       | 24          | 0         | 0              | 0               | 3       | 59              | 12e               | 6e                |
| 2023   | Dallara-Mecachrome | Franco Colapinto     | 2           | 0         | 0              | 0               | 0       | 0               | 25e               | 6e                |
| 2024   | Dallara-Mecachrome | Dennis Hauger        | 24          | 1         | 2              | 2               | 5       | 85,5            | 11e               | 3e                |
| 2024   | Dallara-Mecachrome | Franco Colapinto     | 20          | 1         | 0              | 3               | 3       | 96              | 9e                | 3e                |
| 2024   | Dallara-Mecachrome | Oliver Goethe        | 8           | 0         | 0              | 0               | 0       | 14              | 23e               | 3e                |
| 2024   | Dallara-Mecachrome | Richard Verschoor    | 4           | 0         | 0              | 2               | 2       | 25*             | 8e*               | 3e                |
| 2025   | Dallara-Mecachrome | Richard Verschoor    |             |           |                |                 |         |                 | e                 | e                 |
| 2025   | Dallara-Mecachrome | Oliver Goethe        |             |           |                |                 |         |                 | e                 | e                 |

- *Verschoor a couru plus des trois-quarts de la saison chez Trident Racing et a inscrit un total de 106 points sur l'entièreté de la saison.

## Résultats en GP3 Series
| Saison | Voiture            | Pilotes             | GP disputés | Victoires | Pole positions | Records du tour | Podiums | Points inscrits | Classement pilote | Classement équipe |
| ------ | ------------------ | ------------------- | ----------- | --------- | -------------- | --------------- | ------- | --------------- | ----------------- | ----------------- |
| 2018   | Dallara-Mecachrome | Dorian Boccolacci   | 10          | 1         | 0              | 1               | 1       | 58              | 10e               | 4e                |
| 2018   | Dallara-Mecachrome | Richard Verschoor   | 8           | 0         | 0              | 0               | 1       | 30              | 15e               | 4e                |
| 2018   | Dallara-Mecachrome | Will Palmer         | 2           | 0         | 0              | 0               | 0       | 0               | 25e               | 4e                |
| 2018   | Dallara-Mecachrome | Niko Kari           | 14          | 0         | 0              | 0               | 0       | 6               | 17e               | 4e                |
| 2018   | Dallara-Mecachrome | Christian Lundgaard | 2           | 0         | 0              | 0               | 0       | 0               | 23e               | 4e                |
| 2018   | Dallara-Mecachrome | Devlin DeFrancesco  | 12          | 0         | 0              | 0               | 0       | 0               | 21e               | 4e                |
| 2018   | Dallara-Mecachrome | Jehan Daruvala      | 2           | 0         | 0              | 0               | 0       | 0               | 26e               | 4e                |

## Résultats en Formule 3
| Saison | Voiture            | Pilotes             | GP disputés | Victoires | Pole positions | Records du tour | Podiums | Points inscrits | Classement pilote | Classement équipe |
| ------ | ------------------ | ------------------- | ----------- | --------- | -------------- | --------------- | ------- | --------------- | ----------------- | ----------------- |
| 2019   | Dallara-Mecachrome | Liam Lawson         | 16          | 0         | 0              | 0               | 2       | 41              | 11e               | 6e                |
| 2019   | Dallara-Mecachrome | Simo Laaksonen      | 16          | 0         | 0              | 0               | 0       | 2               | 23e               | 6e                |
| 2019   | Dallara-Mecachrome | Richard Verschoor   | 16          | 0         | 0              | 1               | 0       | 34              | 13e               | 6e                |
| 2020   | Dallara-Mecachrome | Richard Verschoor   | 18          | 0         | 0              | 0               | 1       | 69              | 9e                | 6e                |
| 2020   | Dallara-Mecachrome | Bent Viscaal        | 18          | 1         | 0              | 1               | 2       | 40              | 13e               | 6e                |
| 2020   | Dallara-Mecachrome | Lukas Dunner        | 18          | 0         | 0              | 0               | 0       | 0               | 27e               | 6e                |
| 2021   | Dallara-Mecachrome | Victor Martins      | 20          | 1         | 0              | 4               | 6       | 131             | 5e                | 4e                |
| 2021   | Dallara-Mecachrome | Caio Collet         | 20          | 0         | 0              | 0               | 2       | 93              | 9e                | 4e                |
| 2021   | Dallara-Mecachrome | Tijmen van der Helm | 20          | 0         | 0              | 0               | 0       | 0               | 26e               | 4e                |
| 2022   | Dallara-Mecachrome | Caio Collet         | 18          | 2         | 1              | 2               | 5       | 88              | 8e                | 4e                |
| 2022   | Dallara-Mecachrome | Aleksandr Smolyar   | 16          | 1         | 2              | 1               | 3       | 76              | 10e               | 4e                |
| 2022   | Dallara-Mecachrome | Kush Maini          | 18          | 0         | 0              | 0               | 1       | 31              | 14e               | 4e                |
| 2023   | Dallara-Mecachrome | Franco Colapinto    | 18          | 2         | 0              | 1               | 5       | 110             | 4e                | 3e                |
| 2023   | Dallara-Mecachrome | Mari Boya           | 18          | 0         | 0              | 0               | 1       | 29              | 17e               | 3e                |
| 2023   | Dallara-Mecachrome | Jonny Edgar         | 18          | 1         | 0              | 0               | 1       | 55              | 13e               | 3e                |
| 2024   | Dallara-Mecachrome | Tim Tramnitz        | 20          | 1         | 0              | 0               | 4       | 81              | 9e                | 6e                |
| 2024   | Dallara-Mecachrome | Kacper Sztuka       | 20          | 0         | 0              | 0               | 0       | 6               | 27e               | 6e                |
| 2024   | Dallara-Mecachrome | Alex Dunne          | 20          | 0         | 0              | 0               | 2       | 50              | 14e               | 6e                |
| 2025   | Dallara-Mecachrome | Tim Tramnitz        |             |           |                |                 |         |                 | e                 | e                 |
| 2025   | Dallara-Mecachrome | Bruno del Pino      |             |           |                |                 |         |                 | e                 | e                 |
| 2025   | Dallara-Mecachrome | Alessandro Giusti   |             |           |                |                 |         |                 | e                 | e                 |

## Résultats en Formule Régionale

### Résultats en Championnat d'Europe de Formule Régionale
| Saison | Voiture       | Pilotes           | GP disputés | Victoires | Pole positions | Records du tour | Podiums | Points inscrits | Classement pilote | Classement équipe |
| ------ | ------------- | ----------------- | ----------- | --------- | -------------- | --------------- | ------- | --------------- | ----------------- | ----------------- |
| 2021   | Tatuus-Alpine | Kas Haverkort     | 20          | 0         | 0              | 0               | 0       | 35              | 17e               | 5e                |
| 2021   | Tatuus-Alpine | Franco Colapinto  | 16          | 2         | 3              | 4               | 4       | 140             | 6e                | 5e                |
| 2021   | Tatuus-Alpine | Oliver Goethe     | 20          | 0         | 0              | 0               | 0       | 3               | 23e               | 5e                |
| 2021   | Tatuus-Alpine | Dilano van't Hoff | 6           | 0         | 0              | 0               | 0       | 0               | Non classé        | 5e                |
| 2022   | Tatuus-Alpine | Sami Meguetounif  | 20          | 0         | 0              | 1               | 0       | 21              | 16e               | 6e                |
| 2022   | Tatuus-Alpine | Michael Belov     | 10          | 0         | 0              | 0               | 2       | 91              | 7e                | 6e                |
| 2022   | Tatuus-Alpine | Dilano van't Hoff | 13          | 0         | 0              | 0               | 1       | 16              | 19e               | 6e                |
| 2022   | Tatuus-Alpine | Mari Boya         | 8           | 0         | 0              | 0               | 0       | 67              | 10e               | 6e                |
| 2022   | Tatuus-Alpine | Francesco Braschi | 2           | 0         | 0              | 0               | 0       | 0               | 26e               | 6e                |
| 2023   | Tatuus-Alpine | Victor Bernier    | 18          | 0         | 0              | 0               | 1       | 42              | 15e               | 6e                |
| 2023   | Tatuus-Alpine | Sami Meguetounif  | 18          | 0         | 0              | 2               | 3       | 73              | 9e                | 6e                |
| 2023   | Tatuus-Alpine | Dilano van't Hoff | 8           | 0         | 0              | 0               | 0       | 7               | 23e               | 6e                |
| 2023   | Tatuus-Alpine | Javier Sagrera    | 4           | 0         | 0              | 0               | 0       | 0               | Non classé        | 6e                |
| 2023   | Tatuus-Alpine | Bruno del Pino    | 2           | 0         | 0              | 0               | 0       | 0               | Non classé        | 6e                |
| 2024   | Tatuus-Alpine | Nikita Bedrin     | 14          | 0         | 0              | 0               | 0       | 33              | 16e               | 6e                |
| 2024   | Tatuus-Alpine | Nikhil Bohra      | 20          | 0         | 0              | 0               | 0       | 5               | 21e               | 6e                |
| 2024   | Tatuus-Alpine | Valerio Rinicella | 20          | 0         | 0              | 0               | 0       | 16              | 20e               | 6e                |
| 2024   | Tatuus-Alpine | Isaac Barashi     | 4           | 0         | 0              | 0               | 0       | 0               | 41e               | 6e                |

### Résultats en championnat du Moyen-Orient de Formule Régionale
| Saison | Voiture         | Pilotes                | GP disputés | Victoires | Pole positions | Records du tour | Podiums | Points inscrits | Classement pilote | Classement équipe |
| ------ | --------------- | ---------------------- | ----------- | --------- | -------------- | --------------- | ------- | --------------- | ----------------- | ----------------- |
| 2023   | Tatuus F3 T-318 | Mari Boya              | 15          | 2         | 0              | 2               | 3       | 107             | 5e                | 3e                |
| 2023   | Tatuus F3 T-318 | Sami Meguetounif       | 15          | 1         | 2              | 0               | 2       | 65              | 10e               | 3e                |
| 2023   | Tatuus F3 T-318 | Joshua Dürksen         | 6           | 0         | 2              | 0               | 1       | 29              | 16e               | 3e                |
| 2023   | Tatuus F3 T-318 | Sebastian Øgaard       | 6           | 0         | 0              | 0               | 0       | 10              | 24e               | 3e                |
| 2023   | Tatuus F3 T-318 | Brad Benavides         | 13          | 0         | 0              | 0               | 0       | 1               | 29e               | 3e                |
| 2023   | Tatuus F3 T-318 | Owen Tangavelou        | 3           | 0         | 0              | 0               | 0       | 0               | 33e               | 3e                |
| 2024   | Tatuus F3 T-318 | Bruno del Pino         | 15          | 1         | 0              | 0               | 0       | 49              | 12e               | 6e                |
| 2024   | Tatuus F3 T-318 | Isaac Barashi          | 15          | 0         | 0              | 0               | 0       | 18              | 16e               | 6e                |
| 2024   | Tatuus F3 T-318 | Nikhil Bohra           | 6           | 0         | 0              | 0               | 0       | 14              | 17e               | 6e                |
| 2024   | Tatuus F3 T-318 | Valerio Rinicella      | 15          | 0         | 0              | 0               | 0       | 5               | 20e               | 6e                |
| 2024   | Tatuus F3 T-318 | Emerson Fittipaldi Jr. | 9           | 0         | 0              | 0               | 0       | 0               | 30e               | 6e                |

## Résultats en F1 Academy
| Saison | Voiture       | Pilotes           | GP disputés | Victoires | Pole positions | Records du tour | Podiums | Points inscrits | Classement pilote | Classement équipe |
| ------ | ------------- | ----------------- | ----------- | --------- | -------------- | --------------- | ------- | --------------- | ----------------- | ----------------- |
| 2023   | Tatuus-Abarth | Hamda Al Qubaisi  | 21          | 4         | 2              | 5               | 7       | 207             | 3e                | 2e                |
| 2023   | Tatuus-Abarth | Emely de Heus     | 21          | 1         | 1              | 0               | 2       | 87              | 9e                | 2e                |
| 2023   | Tatuus-Abarth | Amna Al Qubaisi   | 21          | 2         | 0              | 2               | 4       | 117             | 6e                | 2e                |
| 2024   | Tatuus-Abarth | Hamda Al Qubaisi  | 14          | 0         | 0              | 0               | 3       | 133             | 5e                | 4e                |
| 2024   | Tatuus-Abarth | Emely de Heus     | 14          | 0         | 0              | 0               | 0       | 29              | 11e               | 4e                |
| 2024   | Tatuus-Abarth | Amna Al Qubaisi   | 14          | 0         | 0              | 0               | 0       | 16              | 15e               | 4e                |
| 2025   | Tatuus-Abarth | Alba Hurup Larsen | 0           | 0         | 0              | 0               | 0       | 0               |                   |                   |
| 2025   | Tatuus-Abarth | Joanne Ciconte    | 0           | 0         | 0              | 0               | 0       | 0               |                   |                   |
| 2025   | Tatuus-Abarth | Maya Weug         | 0           | 0         | 0              | 0               | 0       | 0               |                   |                   |

## Formula Winter Series
| Saison | Voiture        | Pilotes          | GP disputés | Victoires | Pole positions | Records du tour | Podiums | Points inscrits | Classement pilote | Classement équipe |
| ------ | -------------- | ---------------- | ----------- | --------- | -------------- | --------------- | ------- | --------------- | ----------------- | ----------------- |
| 2024   | Tatuus F4-T421 | Griffin Peebles  | 11          | 4         | 4              | 5               | 7       | 173             | 1er               | Champion          |
| 2024   | Tatuus F4-T421 | Maciej Gładysz   | 11          | 0         | 0              | 0               | 3       | 92              | 3e                | Champion          |
| 2024   | Tatuus F4-T421 | Keanu Al Azhari  | 5           | 1         | 2              | 1               | 2       | 58              | 7e                | Champion          |
| 2024   | Tatuus F4-T421 | Lucas Fluxá      | 11          | 0         | 0              | 0               | 0       | 29              | 13e               | Champion          |
| 2024   | Tatuus F4-T421 | Mattia Colnaghi  | 6           | 0         | 0              | 0               | 0       | 16              | 18e               | Champion          |
| 2024   | Tatuus F4-T421 | René Lammers     | 11          | 0         | 0              | 0               | 0       | 14              | 19e               | Champion          |
| 2024   | Tatuus F4-T421 | Peter Bouzinelos | 11          | 0         | 0              | 0               | 0       | 1               | 29e               | Champion          |

## Résultats en Formula Renault 2.0
| Saison | Voiture        | Pilotes                | GP disputés | Victoires | Pole positions | Records du tour | Podiums | Points inscrits | Classement pilote | Classement équipe |
| ------ | -------------- | ---------------------- | ----------- | --------- | -------------- | --------------- | ------- | --------------- | ----------------- | ----------------- |
| 2008   | Tatuus-Renault | Paul Meijer            | 6           | 1         | 0              | 0               | 1       | 21              | 3e                | 10e               |
| 2008   | Tatuus-Renault | Nick Catsburg          | 2           | 0         | 0              | 0               | 0       | 0               | Non classé        | 10e               |
| 2008   | Tatuus-Renault | Mateusz Adamski        | 2           | 0         | 0              | 0               | 0       | 0               | Non classé        | 10e               |
| 2009   | Tatuus-Renault | Adam Christodoulou     | 2           | 0         | 0              | 0               | 0       | 123             | Non classé        | 10e               |
| 2009   | Tatuus-Renault | Karl-Oscar Liiv        | 8           | 0         | 0              | 0               | 0       | 0               | Non classé        | 10e               |
| 2009   | Tatuus-Renault | Nigel Melker           | 10          | 0         | 0              | 0               | 0       | 5               | 23e               | 10e               |
| 2009   | Tatuus-Renault | Daniël de Jong         | 14          | 0         | 0              | 0               | 0       | 3               | 25e               | 10e               |
| 2010   | Tatuus-Renault | Karl-Oscar Liiv        | 12          | 0         | 0              | 0               | 0       | 22              | 14e               | 5e                |
| 2010   | Tatuus-Renault | Daniël de Jong         | 16          | 0         | 0              | 0               | 1       | 48              | 9e                | 5e                |
| 2010   | Tatuus-Renault | Kalle Kulmanen         | 16          | 0         | 0              | 0               | 0       | 3               | 22e               | 5e                |
| 2011   | Tatuus-Renault | Kevin Kleveros         | 12          | 0         | 0              | 0               | 0       | 1               | 22e               | 10e               |
| 2011   | Tatuus-Renault | Aleksey Chuklin        | 6           | 0         | 0              | 0               | 0       | 0               | Non classé        | 10e               |
| 2011   | Tatuus-Renault | Johannes Moor          | 14          | 0         | 0              | 0               | 0       | 0               | Non classé        | 10e               |
| 2011   | Tatuus-Renault | Karl-Oscar Liiv        | 14          | 0         | 0              | 0               | 0       | 12              | 17e               | 10e               |
| 2012   | Tatuus-Renault | Johan Jokinen          | 4           | 0         | 0              | 0               | 0       | 0               | Non classé        | 8e                |
| 2012   | Tatuus-Renault | Tanart Sathienthirakul | 4           | 0         | 0              | 0               | 0       | 0               | Non classé        | 8e                |
| 2012   | Tatuus-Renault | Kevin Kleveros         | 2           | 0         | 0              | 0               | 0       | 0               | Non classé        | 8e                |
| 2012   | Tatuus-Renault | Steijn Schothorst      | 12          | 0         | 0              | 0               | 0       | 12              | 22e               | 8e                |
| 2012   | Tatuus-Renault | Jordan King            | 14          | 0         | 0              | 0               | 1       | 31              | 13e               | 8e                |
| 2012   | Tatuus-Renault | Meindert van Buuren    | 12          | 0         | 0              | 0               | 0       | 0               | Non classé        | 8e                |
| 2013   | Tatuus-Renault | Melville McKee         | 2           | 0         | 0              | 0               | 0       | 0               | Non classé        | 4e                |
| 2013   | Tatuus-Renault | Jack Aitken            | 4           | 0         | 0              | 0               | 0       | 0               | Non classé        | 4e                |
| 2013   | Tatuus-Renault | Gregor Ramsay          | 8           | 0         | 0              | 0               | 0       | 0               | Non classé        | 4e                |
| 2013   | Tatuus-Renault | Oliver Rowland         | 14          | 3         | 2              | 2               | 8       | 179             | 2e                | 4e                |
| 2013   | Tatuus-Renault | Javier Merlo           | 8           | 0         | 0              | 0               | 0       | 0               | Non classé        | 4e                |
| 2013   | Tatuus-Renault | Léo Roussel            | 14          | 0         | 0              | 0               | 0       | 0               | Non classé        | 4e                |
| 2014   | Tatuus-Renault | Andrea Pizzitola       | 14          | 2         | 2              | 0               | 3       | 108             | 4e                | 6e                |
| 2014   | Tatuus-Renault | Steijn Schothorst      | 14          | 0         | 0              | 0               | 0       | 24              | 17e               | 6e                |
| 2014   | Tatuus-Renault | Julio Moreno           | 4           | 0         | 0              | 0               | 0       | 0               | Non classé        | 6e                |
| 2015   | Tatuus-Renault | Dennis Olsen           | 17          | 1         | 1              | 0               | 2       | 101             | 8e                | 4e                |
| 2015   | Tatuus-Renault | Lasse Sørensen         | 7           | 0         | 0              | 0               | 0       | 0               | 26e               | 4e                |
| 2015   | Tatuus-Renault | Bruno Baptista         | 12          | 0         | 0              | 0               | 0       | 0               | Non classé        | 4e                |
| 2015   | Tatuus-Renault | Ignazio D'Agosto       | 17          | 0         | 0              | 1               | 3       | 94              | 9e                | 4e                |
| 2015   | Tatuus-Renault | Valentin Hasse-Clot    | 17          | 0         | 0              | 0               | 0       | 2               | 19e               | 4e                |
| 2015   | Tatuus-Renault | Christopher Anthony    | 4           | 0         | 0              | 0               | 0       | 0               | Non classé        | 4e                |
| 2017   | Tatuus-Renault | Richard Verschoor      | 20          | 0         | 0              | 0               | 0       | 54              | 10e               | 5e                |
| 2017   | Tatuus-Renault | Jarno Opmeer           | 20          | 0         | 0              | 0               | 0       | 15              | 15e               | 5e                |
| 2017   | Tatuus-Renault | Neil Verhagen          | 20          | 0         | 0              | 0               | 1       | 53              | 11e               | 5e                |
| 2018   | Tatuus-Renault | Christian Lundgaard    | 20          | 4         | 4              | 3               | 10      | 258             | 2e                | 2e                |
| 2018   | Tatuus-Renault | Alex Peroni            | 20          | 1         | 1              | 1               | 2       | 89              | 9e                | 2e                |
| 2018   | Tatuus-Renault | Max Defourny           | 8           | 0         | 0              | 0               | 1       | 28              | 14e               | 2e                |
| 2018   | Tatuus-Renault | Freek Schothorst       | 8           | 0         | 0              | 0               | 0       | 0               | 30e               | 2e                |
| 2018   | Tatuus-Renault | Jarno Opmeer           | 4           | 0         | 0              | 0               | 0       | 0               | 25e               | 2e                |
| 2019   | Tatuus-Renault | Victor Martins         | 20          | 6         | 8              | 5               | 14      | 312,5           | 2e                | 2e                |
| 2019   | Tatuus-Renault | Lorenzo Colombo        | 20          | 3         | 3              | 2               | 7       | 214,5           | 4e                | 2e                |
| 2019   | Tatuus-Renault | Amaury Cordeel         | 20          | 0         | 0              | 0               | 0       | 27              | 15e               | 2e                |
| 2020   | Tatuus-Renault | Franco Colapinto       | 20          | 2         | 0              | 3               | 9       | 213,5           | 3e                | 3e                |
| 2020   | Tatuus-Renault | Hadrien David          | 20          | 0         | 0              | 0               | 1       | 71              | 10e               | 3e                |
| 2020   | Tatuus-Renault | Petr Ptáček            | 6           | 0         | 0              | 0               | 0       | 9               | 16e               | 3e                |
| 2020   | Tatuus-Renault | Kas Haverkort          | 4           | 0         | 0              | 0               | 0       | 0               | Non classé        | 3e                |
| 2020   | Tatuus-Renault | Joey Alders            | 4           | 0         | 0              | 1               | 0       | 1               | 19e               | 3e                |
| 2020   | Tatuus-Renault | Roman Staněk           | 2           | 0         | 0              | 0               | 0       | 2               | 18e               | 3e                |

## Résultats en Auto GP
| Saison | Voiture    | Pilotes             | GP disputés | Victoires | Pole positions | Records du tour | Podiums | Points inscrits | Classement pilote | Classement équipe |
| ------ | ---------- | ------------------- | ----------- | --------- | -------------- | --------------- | ------- | --------------- | ----------------- | ----------------- |
| 2011   | Lola-Zytek | Daniël de Jong      | 6           | 0         | 0              | 0               | 0       | 19              | 14e               | 8e                |
| 2012   | Lola-Zytek | Daniël de Jong      | 14          | 0         | 0              | 3               | 3       | 104             | 5e                | 2e                |
| 2012   | Lola-Zytek | Chris Van der Drift | 12          | 1         | 0              | 0               | 4       | 127             | 4e                | 2e                |
| 2013   | Lola-Zytek | Riccardo Agostini   | 8           | 0         | 1              | 0               | 1       | 53              | 10e               | 4e                |
| 2013   | Lola-Zytek | Meindert van Buuren | 16          | 0         | 0              | 0               | 1       | 57              | 9e                | 4e                |
| 2013   | Lola-Zytek | Daniël de Jong      | 17          | 0         | 0              | 0               | 2       | 77              | 7e                | 4e                |

## Résultats en Eurocup-3
| Saison | Voiture         | Pilotes                | GP disputés | Victoires | Pole positions | Records du tour | Podiums | Points inscrits | Classement pilote | Classement équipe |
| ------ | --------------- | ---------------------- | ----------- | --------- | -------------- | --------------- | ------- | --------------- | ----------------- | ----------------- |
| 2023   | Tatuus F3 T-318 | Mari Boya              | 16          | 5         | 5              | 4               | 9       | 243             | 2e                | 2e                |
| 2023   | Tatuus F3 T-318 | Sebastian Øgaard       | 16          | 1         | 0              | 2               | 7       | 222             | 3e                | 2e                |
| 2023   | Tatuus F3 T-318 | José Garfias           | 16          | 0         | 0              | 0               | 5       | 160             | 4e                | 2e                |
| 2023   | Tatuus F3 T-318 | Bruno del Pino         | 16          | 0         | 0              | 0               | 0       | 113             | 7e                | 2e                |
| 2023   | Tatuus F3 T-318 | Sebastian Gravlund     | 15          | 0         | 0              | 0               | 0       | 28              | 13e               | 2e                |
| 2024   | Tatuus F3 T-318 | Javier Sagrera         | 16          | 4         | 2              | 1               | 9       | 250             | 1st               | Champion          |
| 2024   | Tatuus F3 T-318 | Bruno del Pino         | 16          | 3         | 1              | 3               | 8       | 209             | 3rd               | Champion          |
| 2024   | Tatuus F3 T-318 | Emerson Fittipaldi Jr. | 15          | 1         | 3              | 1               | 4       | 158             | 4th               | Champion          |
| 2024   | Tatuus F3 T-318 | Owen Tangavelou        | 16          | 1         | 1              | 1               | 3       | 149             | 5th               | Champion          |
| 2024   | Tatuus F3 T-318 | Dario Cabanelas        | 12          | 0         | 0              | 1               | 0       | 13              | 16th              | Champion          |
| 2024   | Tatuus F3 T-318 | Georgy Zhuravskiy      | 16          | 0         | 0              | 0               | 0       | 2               | 22                | Champion          |
| 2025   | Tatuus F3 T-318 | Alexander Abkhazava    | 0           | 0         | 0              | 0               | 0       | 0               |                   |                   |
| 2025   | Tatuus F3 T-318 | Emerson Fittipaldi Jr. | 0           | 0         | 0              | 0               | 0       | 0               |                   |                   |
| 2025   | Tatuus F3 T-318 | Andrés Cárdenas        | 0           | 0         | 0              | 0               | 0       | 0               |                   |                   |
| 2025   | Tatuus F3 T-318 | Mattia Colnaghi        | 0           | 0         | 0              | 0               | 0       | 0               |                   |                   |
| 2025   | Tatuus F3 T-318 | Maciej Gładysz         | 0           | 0         | 0              | 0               | 0       | 0               |                   |                   |
| 2025   | Tatuus F3 T-318 | Valerio Rinicella      | 0           | 0         | 0              | 0               | 0       | 0               |                   |                   |